# Церква Святої Параскеви П'ятниці (Добромірка)
Церква Святої Параскеви П'ятниці в Добромірці — парафія і храм греко-католицької громади Збаразького деканату Тернопільсько-Зборівської архієпархії Української греко-католицької церкви в селі Добромірка Тернопільського району Тернопільської области.

## Історія церкви
Дата заснування парафії невідома, але храм був збудований у 1862 році завдяки пожертвам місцевих жителів. Парафія і церква належали до УГКЦ до 1946 року, потім перейшли до РПЦ (з 1946 по 1990 рік), а з 1990 року знову повернулися в лоно УГКЦ. 10 листопада 2012 року єпископську візитацію парафії здійснив владика Василій Семенюк.
При парафії діють Марійська і Вівтарна дружини, а також спільнота «Матері в молитві». На території церкви біля джерела, де проводять йорданське освячення води, встановлено хрест. У власності парафії є проборство.

## Парохи
- о. Охримович,
- о. Левицький,
- о. Лев Юрчинський,
- о. Григорій Смик,
- о. Оришкевич,
- о. Сологуб,
- о. Тарас Рогач (1991—1992),
- о. Степан Мочук (1992—2007),
- о. Ігор Данильчук (2007—2010),
- о. Сергій Багрій (адміністратор з 2010).